# Albizia buntingii
Albizia buntingii är en ärtväxtart som beskrevs av Rupert Charles Barneby och James Walter Grimes. Albizia buntingii ingår i släktet Albizia och familjen ärtväxter. Inga underarter finns listade i Catalogue of Life.